# Црква Светог Николе у Севцу
Црква Светог Николе у Севцу, општина Штрпце, је црква Српске православне цркве. Налази се у селу Севце код Урошевца, 5 км од туристичког насеља Брезовица. Помиње се као најсеверније село Сиринићке жупе које је цар Душан 1355. године, потврдио као дар манастиру Хиландар. Црква се налази са десне стране пута који води у село. Са њене северне стране протиче поток Лепенац. 

## Историја
Не зна се тачно када је црква подигнута — њене новије фреске је радио зограф Јосиф из Лазаропоља код Дебра. 

## Изглед
Црква је малих димензија правоугаоне основе са споља тространом апсидом. Каснијом доградњом затворено је западно прочеље са лучно засведеним вратима и каменом конструкцијом. Црква је засведена полуобличастим сводом који је по средини напукао. Оригинални кровни покривач замењен је новим, фалцованим црепом. На јужном зиду је још један нижи улаз са старим каменим прагом и узани прозор. Цео храм је малтерисан осим апсиде на којој се види начин зидања и камени слој. На источном зиду су три нише, у средини апсида, а лево и десно ђаконикон и проскомидија. Под је поплочан каменим квадратним плочама. По свом облику, димензијама и начину градње може се оквирно датовати у средњи век. Са западне стране, подигнута је још једна просторија квадратне основе са тросливним кровом. Она служи као продавница у време већих празника и слава. Над њом је мали звоник са четворосливним кровом покривен поцинкованим лимом. Квалитетан старији полијелеј цркви је поклонио исељеник Недељко Ајдар, из Америке. Све површине зидова брода цркве прекривене су фрескама сликаним 1861. године од стране зографа Јосифа из Лазаропоља код Дебра. У апсидалном простору фреске су прекречене. Иконостас је мали дрвени, са иконама из 1916. године.
- Апсида
- Крштење Христово
- Бекство у Египат
- Старозаветни Пророци